# Mysterio
Mysterio je izmišljena osebnost in stripovski superzlobnež, ki se pojavlja v stripih ameriške založbe Marvel. Ustvarila sta ga risarja Stan Lee in Steve Ditko, prvič pa se je pojavil v stripu The Amazing Spider-Man #13. Mysterio je sicer vzdevek Quentina Becka, nekdanjega umetnika za posebne učinke, iluzionista in igralca, ki se ukvarja s kriminalom. Lik velja za enega največjih sovražnikov Spider-Mana, saj spada med prevarante. 
Mysterio se je pojavil v filmu Spider-Man: Daleč od doma, kjer ga je upodobil igralec Jake Gyllenhaal.